# オールチャー

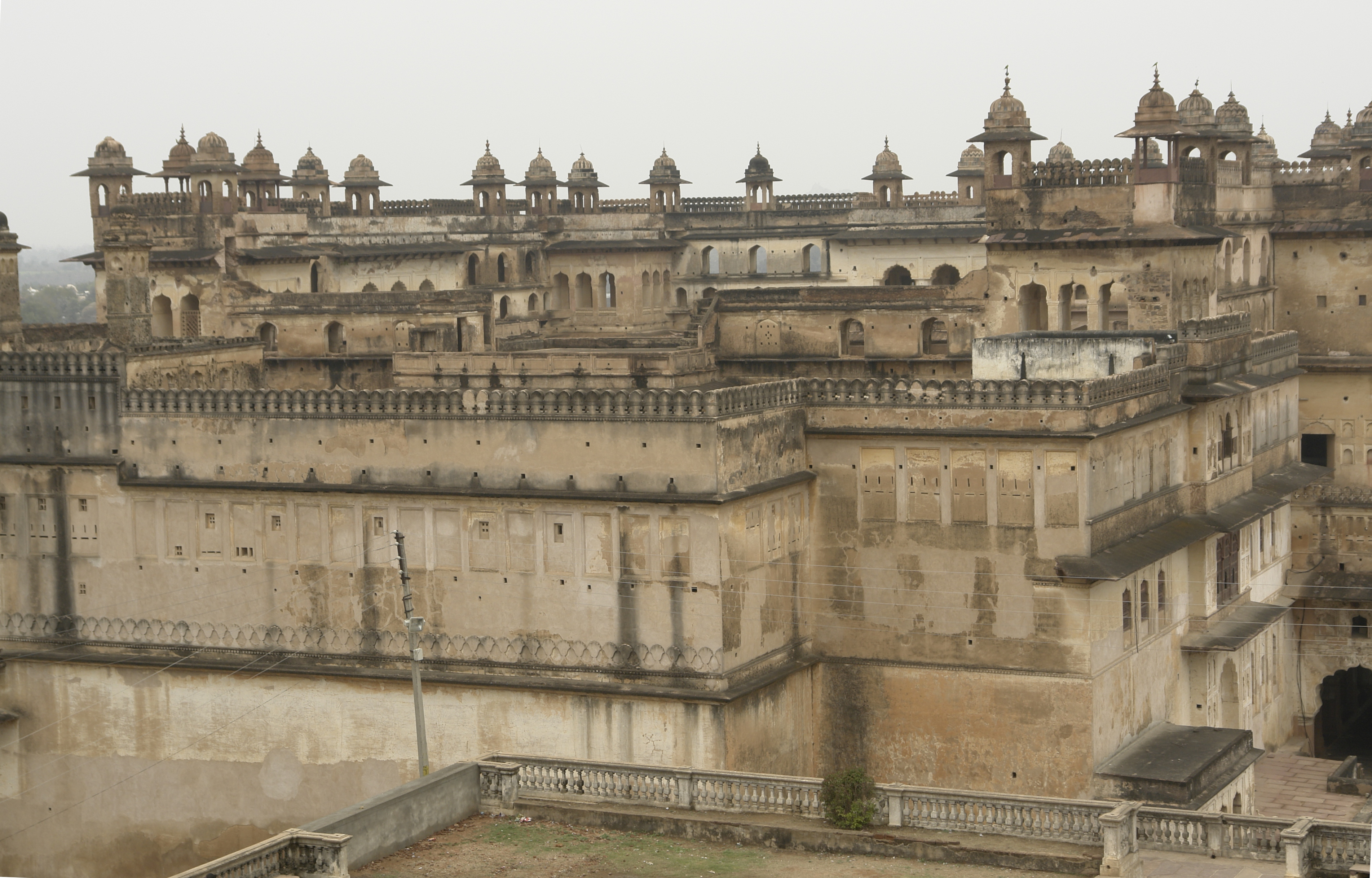
ラージ・マハルは、ルドラ・プラタープが1531年に建設した5階建ての宮殿。

オールチャー（ヒンディー語：ओरछा、英語：Orchha）は、インドのマディヤ・プラデーシュ州ティカムガル県の都市。人口は1万1511人（2011年）。16世紀から18世紀末まで、ヒンドゥー教であるラージプート族のオールチャー王国（バンデラ王国）の首都であった。

## 歴史

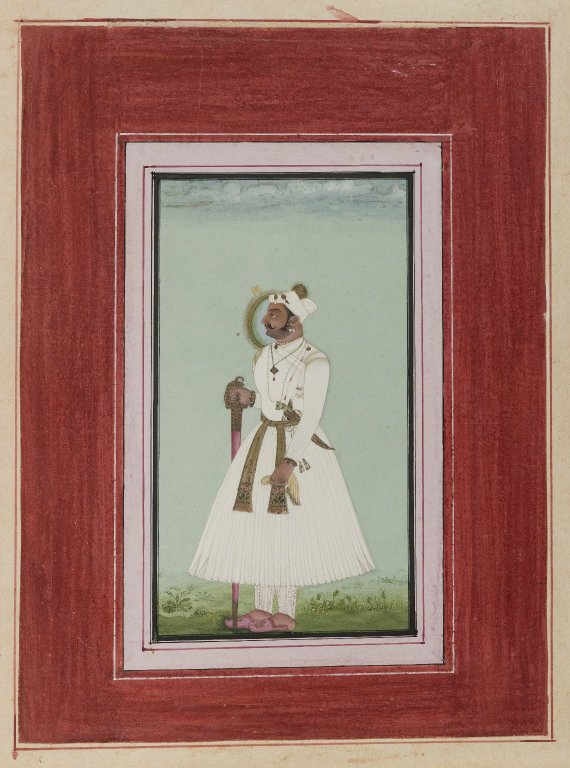
ヴィール・シング

16世紀初頭、オールチャー王国の創始者ルドラ・プラタープが建設し、それ以来この都市が王国の首都となった。
1605年、オールチャー王ヴィール・シングはオールチャーに皇帝ジャハーンギールの名を冠した城塞ジャハーンギール・マハルを建築した。
しかし、その息子ジュジハール・シングは皇帝シャー・ジャハーンに反乱を起こしたため、1635年10月にオールチャーは占領され、1641年まで帝国の支配が続いた。
1783年、オールチャー王国の首都はオールチャーからティカムガルへと遷都した。

## ギャラリー
- ラージ・マハル内部には数々の美しい壁画が残されている。
- ラージ・マハル(手前)、チャトルブジャ寺院(奥)
- ジャハーンギール・マハルの中庭
- ジャハーンギール・マハルのバルコニー
- ジャハーンギール・マハルの外観
- ジャハーンギール・マハルの中庭
- ラクシュミー寺院
- チャトルブジャ寺院
- バンデラ王家霊廟チャトリス
- バンデラ王家霊廟チャトリス
- ラーム・ラージャ寺院